# Alphomelon guillermopereirai
Alphomelon guillermopereirai (лат.) — вид мелких наездников-браконид рода Alphomelon из подсемейства Microgastrinae (Braconidae, Ichneumonoidea). Видовое название guillermopereirai дано в честь Guillermo Pereira за его десятилетия совместной работы в группе паратаксономистов Área de Conservación Guanacaste (ACG, Коста-Рика).

## Распространение
Неотропика (Коста-Рика).

## Описание
Паразитические наездники крупных для микрогастерин размеров. Длина тела 4,1—4,5 мм, длина переднего крыла 4,2—4,5 мм. Основная окраска коричневато-чёрная со светлыми желтоватыми отметинами. От близких таксонов отличается следующими признаками: коготки лапок с четырьмя шипами; тергит Т2 в основном скульптурирован; гипопигий обычно в основном жёлтый (коричневый до черного на задних 0,3 или менее). Паразитируют на гусеницах бабочек-толстоголовок (Hesperiidae): Mnasitheus, Anthoptus epictetus, Anthoptus insignis, Anthoptus, Corticea corticea, Cymaenes odilia trebius. Яйцеклад примерно равен по длине задней голени; проподеум морщинистый; первый тергит брюшка немного длиннее своей ширины; второй тергит много шире первого и короче третьего тергита. Жгутик усика 16-члениковый. Нижнечелюстные щупики 5-члениковые, нижнегубные щупики состоят из 3 сегментов. Дыхальца первого брюшного тергита находятся на латеротергитах.